# Iacopo da Acqui
Iacopo da Acqui (Acqui, ... – ...; fl. XIII-XIV secolo) è stato uno scrittore italiano, noto per aver scritto la Cronica.

## Biografia
Le notizie su Iacopo da Acqui sono minime. Si presume che sia nato nella seconda metà del XIII secolo ad Acqui. Di lui sappiamo che facesse parte dei domenicani e che fosse impegnato nella scrittura della Cronica nel 1333. Tale manoscritto, giunto sino a noi in cinque copie, risulta essere di estrema rilevanza essendo l'unica testimonianza di alcuni eventi storici e culturali dell'epoca.